# Paolo Naldini

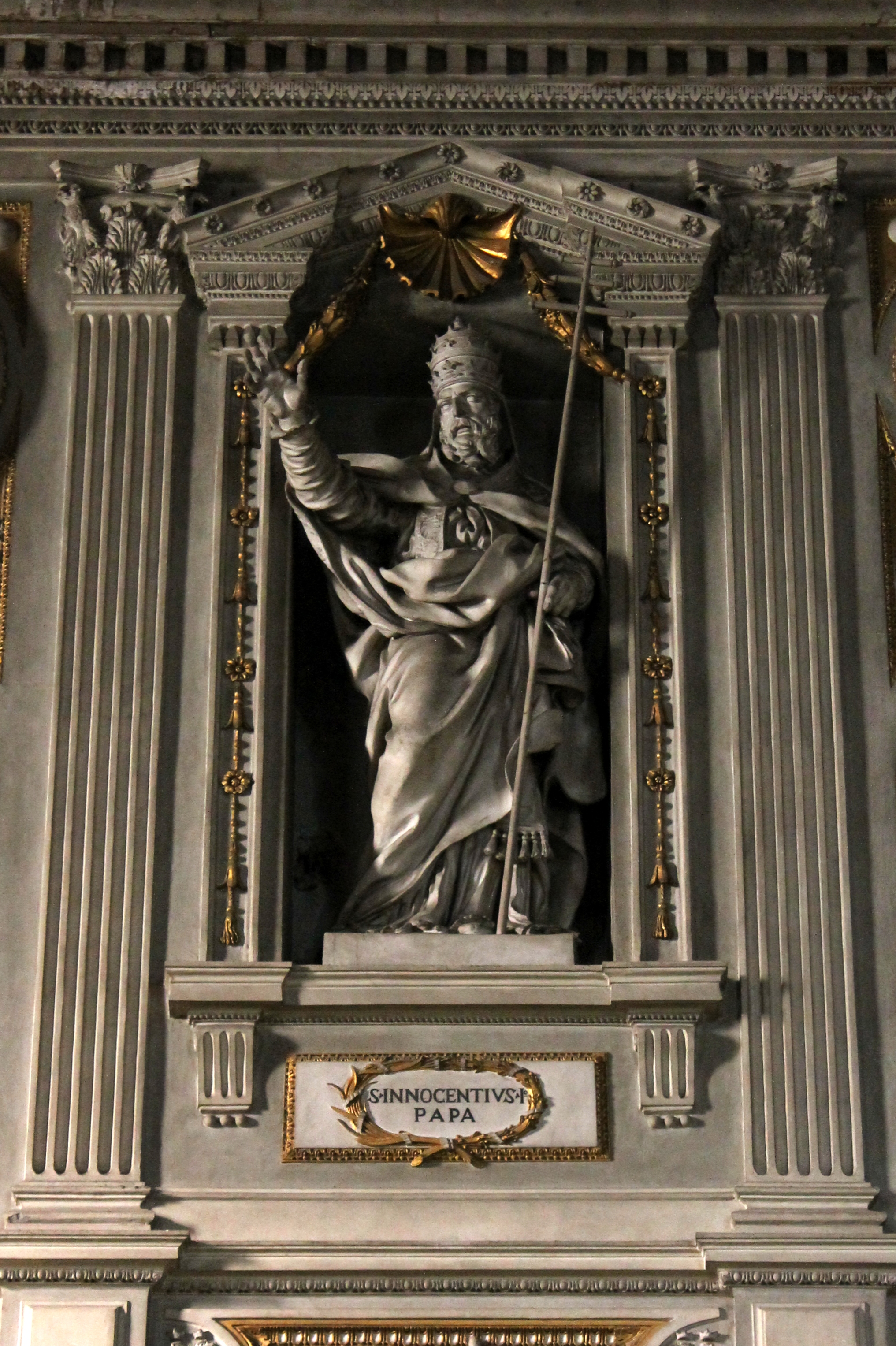
Statue von Papst Innozenz, im oberen Geschoss des Kirchenschiffs der Basilika Santi Silvestro e Martino ai Monti in Rom

Paolo Naldini oder Pietro Paolo Naldini (* 10. Juni 1616 in Rom; † 7. Februar 1691 ebendort) war ein italienischer Bildhauer.

## Leben

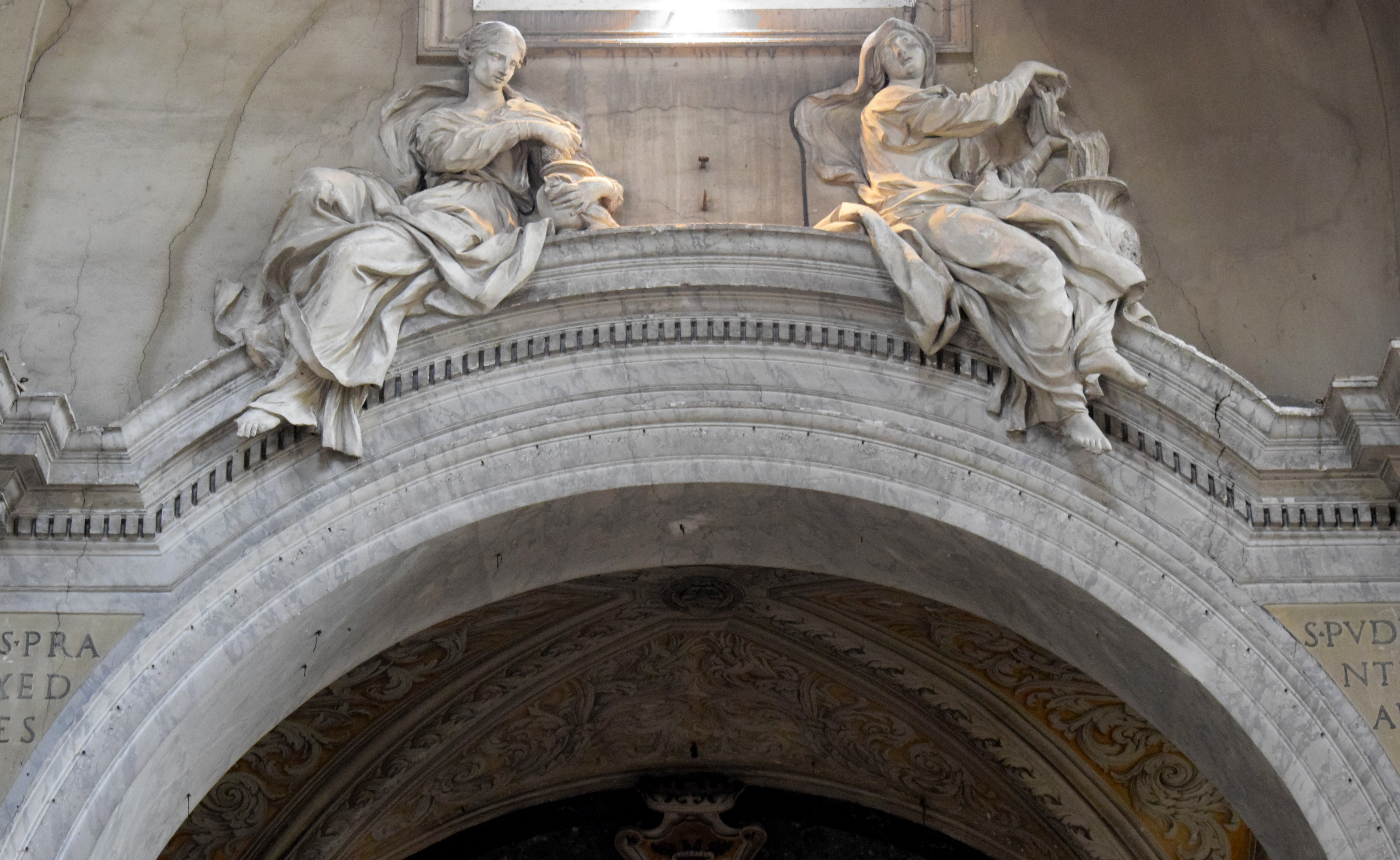
Die Hl. Praxedis und die Hl. Pudentiana, im Kirchenschiff der Basilika Santa Maria del Popolo in Rom

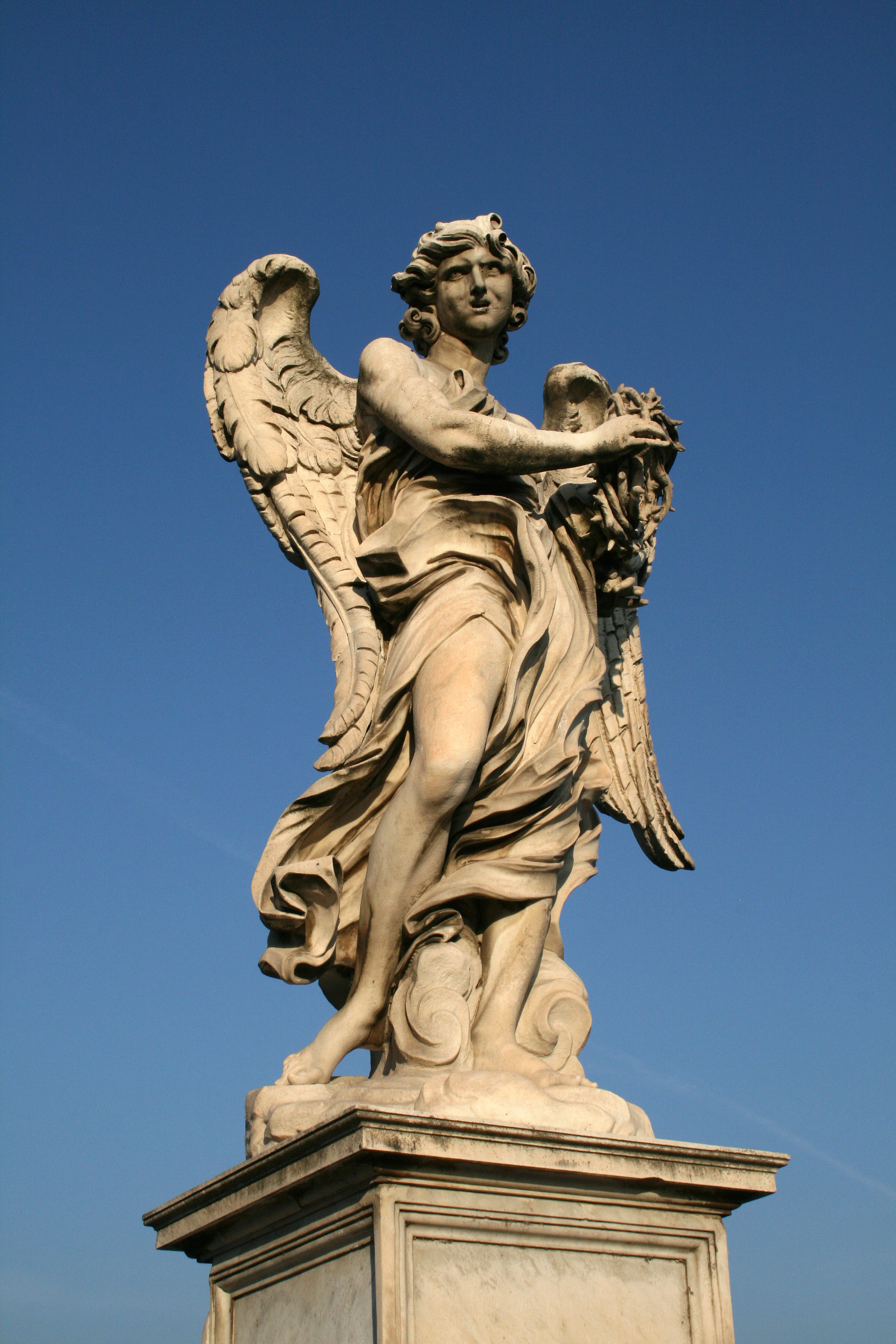
Engel mit der Dornenkrone, eine Bernini-Kopie von Paolo Naldini, Westseite der Engelsbrücke in Rom

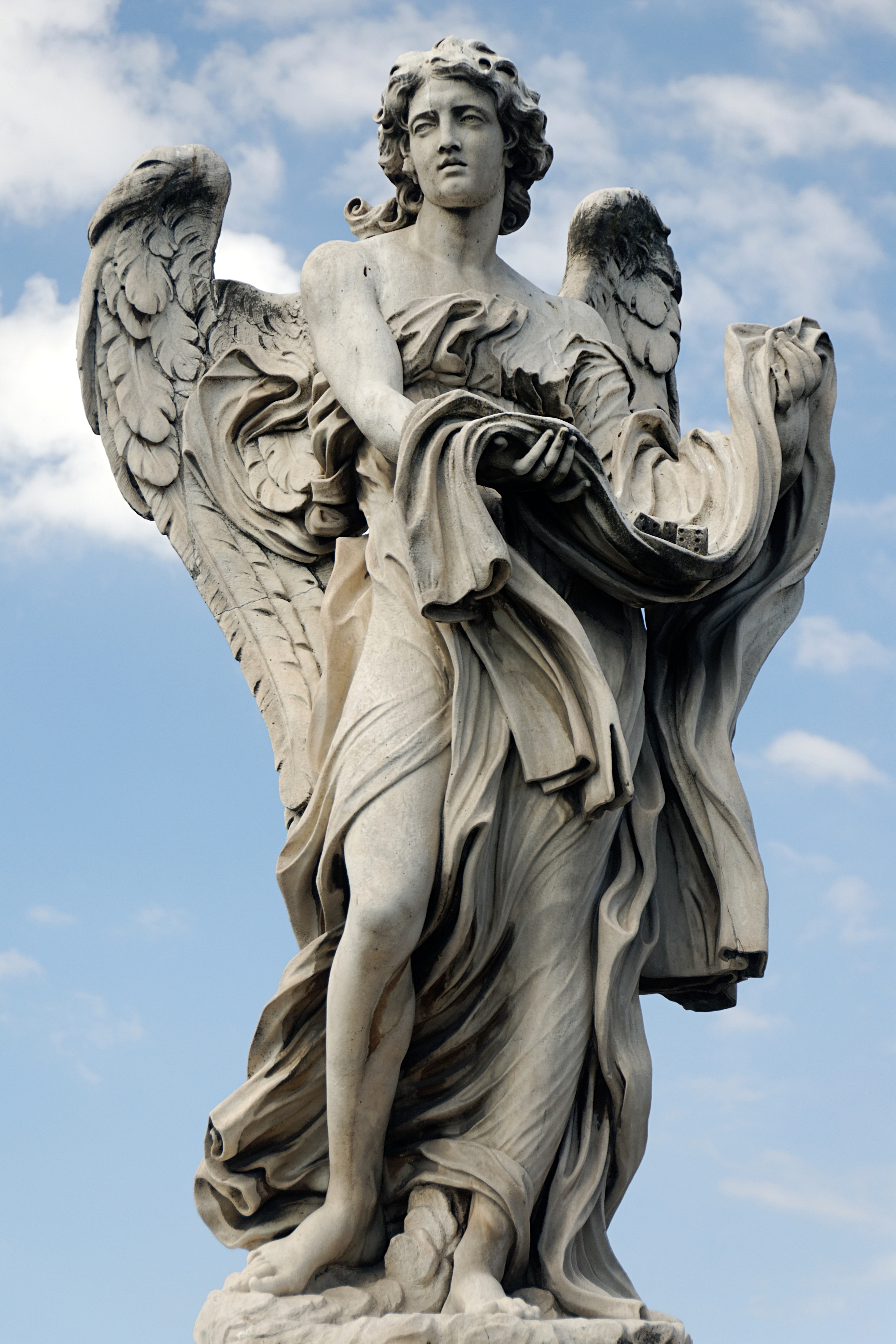
Engel mit Kleidung und Würfel von Paolo Naldini, Westseite der Engelsbrücke in Rom

Paolo Naldini wurde am 10. Juni 1616 in Rom als Sohn des Bildhauers Giovan Battista und Virginia Mari geboren.
Um 1630 begann er seine Ausbildung bei dem Maler Andrea Sacchi, bei dem er sechs Jahre lang blieb und Carlo Maratta kennenlernte, mit dem ihn eine tiefe Freundschaft verband und der einen großen Einfluss auf ihn ausübte, der typisch klassizistisch und akademisch war.
Naldinis erstes Werk war die Stuckdekoration des Mittelschiffs der römischen Basilika Santi Silvestro e Martino ai Monti von 1649 bis 1652 und 1671, darunter zwölf Stuckstatuen von Heiligen und Märtyrern, im akademischen Stil.
Der Stil der Stuckaturen der römischen Basilika näherte sich dem des Klassizisten Alessandro Algardi an, dessen Werke Naldini in der Werkstatt seines Onkels Baldassarre kennenlernte, einem Mitarbeiter sowohl von Gian Lorenzo Bernini als auch von Algardi.
Naldini war ab 1652 Mitglied der Nationalen Akademie von San Luca und gehörte ab 1654 zu den Virtuosen am Pantheon, dem Jahr, in dem er einen Stuck-Apollon für einen Brunnen im Palazzo Cardelli anfertigte, Danach schuf er die Figur der Heiligen Praxedis im Kirchenschiff der Basilika Santa Maria del Popolo nach einem Entwurf von Bernini.
Später, zwischen 1654 und 1656, arbeitete er an der Kirche San Girolamo della Carità, wo er die wertvollen Stuckmedaillons mit den Darstellungen des Heiligen Franziskus und des Heiligen Bonaventura schuf.
Zwischen 1659 und 1660 war er auf der Baustelle des Palastes von Kardinal Marzio Ginetti in Velletri anwesend, wo er einige Karyatiden aus Stuck schuf, die verloren gegangen sind.
Nach dem Tod von Meister Sacchi arbeitete er 1661 an dem Grabdenkmal in der Basilika San Giovanni in Laterano.
Im November 1663 beendete er das Stuckrelief des Heiligen Wilhelm von Aquitanien im Kirchenschiff der Kirche San Nicolò da Tolentino. Im selben Jahr arbeitete er an der Kapelle de Sylva in Sant’Isidoro a Capo le Case für die Marmorfiguren des Friedens und der Gerechtigkeit.
Später arbeitete er mit Bernini, dessen Schüler und Anhänger er war, im Vatikan zusammen. Er beteiligte sich an der Dekoration der Scala Regia, wo er zusammen mit Ercole Ferrata und Lazzaro Morelli einen Großteil der Stuckarbeiten (Harpyien, Putten) ausführte. Er arbeitete am Petersdom. wo er 1665 einen Teil der Stuck-Engel in Gloria ausführte, und an der Kolonnade, für die er 1666 zwei Statuen, die der Heiligen Thekla und der Heiligen Agnes, schuf.
Um 1668 schuf er die Marmorbüste des Herzogs Filippo Caetani in der Caetani-Kapelle der Basilika Santa Pudenziana, und zwischen 1669 und 1671 arbeitete er mit anderen Bildhauern zusammen, um die zehn Marmor-Engel mit den Passionsinstrumenten zu schaffen, die auf der neuen, von Bernini entworfenen Brüstung der Engelsbrücke aufgestellt wurden./>
Im Jahr 1674 vollendet er die Büsten von Raffael und Annibale Carracci im Pantheon (Heute in der Kapitolinischen Protomoteca).
Zwischen 1673 und 1675 arbeitete er für die Kirche Santa Maria delle Grazie (heute San Filippo Benizi) in Todi, wo er eine Statue des Heiligen Filippo Benizi und eine Madonna in Glorie schuf.
In den 1670er Jahren arbeitete er an der Bronzebüste von Bartolomeo Ruspoli (Los Angeles County Museum of Art), der Marmorbüste von Gaspare Marcaccioni (1675) in der Kirche Santa Maria del Suffragio und der des Engländers James Alban Gibbes (1678) in der ersten Kapelle rechts im Pantheon. Vor 1679 vollendete er die schwungvollen Putten aus Stuck über den Türen der Vivaldi-Kapelle in der Basilika Santa Maria in Montesanto.
Im Jahr 1686 vollendete er die beiden Stuck-Engel, die die Weltkugel auf dem Tympanon des Hochaltars der Kirche Gesù e Maria al Corso halten.
In seinem letzten Lebensjahrzehnt heiratete er am 20. Mai 1681 Barbara di Bartolomeo Tavarini (Migheli, 1992) und widmete sich der Malerei.
Paolo Naldini verstarb in Rom am 7. Februar 1691.

## Werke
- Heilige und Märtyrer, zwölf Stuckstatuen für das Kirchenschiff der Basilika Santi Silvestro e Martino ai Monti, Rom (1649–1652, 1671)
- Apollo, in Stuck für einen Brunnen im Palazzo Cardelli, Rom (1654)
- Hl. Praxedes, im Kirchenschiff der Basilika Santa Maria del Popolo, Rom (1654)
- Hl. Franziskus und Hl. Bonaventura, Stuckmedaillons für die Kirche San Girolamo della Carità, Rom (1654–1656)
- Karyatiden, Stuckarbeiten für den Palast von Kardinal Marzio Ginetti, Velletri (1659–1660)
- Andrea Sacchi, Grabdenkmal in der Lateranbasilika, Rom (1661)
- Hl. Wilhelm von Aquitanien, tuckrelief im Kirchenschiff der Kirche St. Nikolaus von Tolentino, Rom (1663)
- Frieden und Gerechtigkeit, Marmorfiguren für die Kapelle de Sylva in der Kirche Sant'Isidoro a Capo le Case, Rom (1663)
- Harpyien und Putten, in Stuck für die Scala Regia, Vatikanstadt (1665)
- Engel der Glorie, in Stuck, für den Petersdom, Vatikanstadt (1665)
- Hl. Tekla und Hl. Agnes, Statuen für die Kolonnade von St. Peter, Vatikanstadt (1666)
- Filippo Caetani, Marmorbüste für die Caetani-Kapelle in der Basilika Santa Pudenziana, Rom (1668)
- Engeli zehn Marmorfiguren für die neue Brüstung der Engelsbrücke, Rom (1669–1671)
- Raffaell und Annibale Carracci, Büsten für das Pantheon, Rom (1674)
- Hl. Filippo Benizi und eine Madonna in Gloria, Statuen für die Kirche Santa Maria delle Grazie (heute San Filippo Benizi), Todi (1673–1675)
- Bartolomeo Ruspoli, Bronzebüste, heute im County Museum of Art, Los Angeles (um 1675)
- Gaspare Marcaccioni, Marmorbüste für die Kirche Santa Maria del Suffragio, Rom (1675)
- James Alban Gibbes, Marmorbüste für das Pantheon, Rom (1678)
- Putten, in Stuck in der Basilika Santa Maria in Montesanto, Rom (1678)
- Engel, zwei Stuckarbeiten, auf dem Tympanon des Hochaltars der Kirche Gesù e Maria al Corso, Rom (1686)